# Raumschiff Highlander: History
Raumschiff Highlander: History ist der vierte Film um das Raumschiff Highlander, der nach dem Erfolg der ersten Teile, Die Rückkehr von Captain Norad, Captain Norad, Herrscher über das Universum und Captain Norad, König des Unmöglichen produziert wurde. Es handelt sich um eine Parodie auf das Filmgenre der Science-Fiction, besonders auf Star Trek, aber auch auf andere Werke. Der Film wurde auf Sat.1 ausgestrahlt.

## Inhalt
Kurz nach dem Tod des heldenhaften Captain Norad: An der Raumfahrt-Akademie findet ein Kurs in Geschichte statt. Ein Professor (Niels Clausnitzer) referiert über die sogenannten Gordischen Kriege, die durch das Eingreifen von Captain Robert T. Norad von der USS Highlander entscheidend beeinflusst wurden. Da meldet sich ein Student: Sein Großvater sei Admiral Donovan gewesen, unter dessen Oberkommando die Highlander damals gestanden habe. Und der habe die Geschichte etwas anders erzählt. Und so erleben wir den Angriff der Cyborgs auf die Erde aus zwei Perspektiven: der des Geschichtslehrers mit der verbrämten Verklärung von Norad zum Helden – und die ganze schonungslose Wahrheit, wie sie der pensionierte Donovan erzählt.
Tatsächlich hat Norad durch sein vertrotteltes Verhalten jegliche andere Lösung der Krise verhindert und dadurch die Erde an den Rand der Katastrophe gebracht, indem die Cyborgs ihre Sonnenwaffe nach einem gelungenen Test mit 17 Milliarden Toten im System MZ-4 (und einem völlig verunglückten Außeneinsatz von Captain Norad, nach dem dieser zunächst für tot erklärt wurde – wir erleben die Verzweiflung Donovans, der mitten in seiner so sehnsüchtig erwarteten Trauerrede die bittere Wahrheit erkennen muss) nun auf die irdische Sonne richten. Zwar eilt die Highlander der Erdverteidigung zu Hilfe, aber wiederum ist es nicht Norads überlegtes Handeln, sondern nur ein Zufall, der die Geschichte entscheidet: Nach seiner Entführung auf das Cyborg-Schiff steckt er dort alle mit seinem Schnupfen an, so dass die Angreifer entnervt das Weite suchen, nicht ohne zuvor – sehr zum Leidwesen der übrigen Besatzung – Norad wieder zurück zu beamen.